# 追いつき算
追いつき算（おいつきざん）とは、算数の文章題の一つ。旅人算の1パターンで、先に出発した物を追いかけると、または距離の差を追いかけると、何分後に追いつくか、というのが基本パターンになる。転じて、直線状に同方向に進む2つの物の時間と隔たりに関する問題。追いつき旅人算とも言う。

## 一般公式
- 追いつくまでの時間＝はじめの距離÷速さの差

## 例題
ある人間が地獄から天国へ蜘蛛の糸を伝って分速8mで進みます。しかしその120分後、閻魔様はそれに気付き、分速200mで追いかけてきました。人間は地獄を出発してから何分後に閻魔様に捕まりますか。
また、捕まるのは地獄から上方何km地点ですか。

## 解答例
- 閻魔様が人間を追いかけ始める時、人間と閻魔様の距離の差は、960(=120×8)m
- 閻魔様と人間の距離の差は毎分192(=200-8)mずつ狭まる。
- よって、閻魔様が人間を捕えるのは、閻魔様が追いかけ始めてから、5(=960÷192)分後。ゆえに、人間が出発してから125分後(=120+5分後)。
- 地獄からの距離は、1000(=人間で考える:8×125、または、閻魔様で考える:200×5)m。よって上方1km地点。

答．125分後、上方1km地点
＜別解＞
1次関数で双方を表す。人間はy=8x。悪魔様は120分後に出発することから、(x,y)=(120,0)を通るので、y=200x-24000。捕まるのは両関数の交点なので、8x=200x-24000。x=125。125分後に捕まる。よって、8×125=1000m。故に、10001/1000=1km。